# La rivolta di Frankenstein
La rivolta di Frankenstein (The Evil of Frankenstein) è un film del 1964 diretto da Freddie Francis.

## Trama
Dopo aver vissuto dieci anni in Inghilterra, il barone Victor Frankenstein viene scoperto da un prete mentre compie uno dei suoi esperimenti su di un cadavere trafugato. Lo scienziato è costretto così a far ritorno a Karlstadt accompagnato da Hans, suo fedele assistente.
Nel suo castello in macerie, Frankenstein rievoca il tempo della prima creatura umana cui diede vita, e che precipitò in un crepaccio mentre cercava di sfuggire ai gendarmi che la inseguivano.
In città il barone si scontra con il borgomastro e con il capo della polizia, ch’egli accusa, oltre che di aver ostacolato le sue ricerche, di essersi appropriati di alcuni dei suoi beni trovati nel castello. Per sottrarsi all’arresto, Frankenstein e Hans si nascondono nel padiglione di un ipnotizzatore.
Poco tempo dopo, ospitato da una ragazza muta in una caverna, il barone ritrova la sua creatura ibernata nel ghiaccio. Con l’aiuto di Hans e della giovane donna riporta il corpo al castello per ridargli la vita; e vi riesce, grazie alle sue conoscenze scientifiche e ai suoi macchinari elettrici ancora funzionanti.
Ma la creatura è inibita da uno choc psichico, che Frankenstein ritiene possa venir guarito grazie all’aiuto dell’ipnotizzatore. Costui, però, ricatterà il barone e costringerà la creatura a commettere dei delitti.

## Home Video
- In Italia il film è stato distribuito su DVD dalla Pulp Video nel 2012.